# Кузнецов, Виктор Петрович
Виктор Петрович Кузнецов (1924—1987) — старшина Рабоче-крестьянской Красной Армии, участник Великой Отечественной войны, Герой Советского Союза (1945).

## Биография
Виктор Кузнецов родился 24 ноября 1924 года в Хабаровске. После окончания школы работал фотографом. В августе 1942 года Кузнецов был призван на службу в Рабоче-крестьянскую Красную Армию. С мая 1943 года — на фронтах Великой Отечественной войны. К январю 1945 года старший сержант Виктор Кузнецов командовал отделением 9-й роты 3-го стрелкового батальона 1052-го стрелкового полка 301-й стрелковой дивизии 9-го стрелкового корпуса 5-й ударной армии 1-го Белорусского фронта. Отличился во время освобождения Польши.
14 января 1945 года в районе населённого пункта Выборув в 12 километрах к западу от Магнушева Кузнецов первым в своей роте переправился через Пилицу и уничтожил две пулемётные точки противника. Во время боев на плацдарме на западном берегу реки он лично уничтожил несколько десятков солдат и офицеров противника. 15 января 1945 года Кузнецов уничтожил ещё две огневые точки противника.
Указом Президиума Верховного Совета СССР от 27 февраля 1945 года за «мужество и героизм, проявленные в наступательных боях и при форсировании реки Пилицы» старший сержант Виктор Кузнецов был удостоен высокого звания Героя Советского Союза с вручением ордена Ленина и медали «Золотая Звезда» за номером 5648.
После окончания войны в звании старшины Кузнецов был демобилизован. Проживал в Ташкенте, работал кинооператором. Скончался в 1987 году, похоронен на Аллее Героев Воинского кладбища Ташкента.
Был также награждён орденами Отечественной войны 1-й степени и Славы 3-й степени, рядом медалей.